# ليون فلاش
ليون فلاش (بالإنجليزية: Leon Flach؛ بالألمانية: Leon Flach) هو لاعب كرة قدم أمريكي وألماني في مركز الوسط، ولد في 28 فبراير 2001 في هامبل في الولايات المتحدة.

## وصلات خارجية
- ليون فلاش على موقع الدوري الأمريكي (الإنجليزية)
- ليون فلاش على موقع قاعدة بيانات كرة القدم.إي يو (الإنجليزية)
- ليون فلاش على موقع بيانات كرة القدم. دي إي (الألمانية)
- ليون فلاش على موقع Soccerbase.com (لاعب) (الإنجليزية)
- ليون فلاش على موقع Soccerway.com (الإنجليزية)
- ليون فلاش على موقع عالم كرة القدم.نت (الإنجليزية)